# Partido General Pinto
General Pinto ist ein Partido im Norden der Provinz Buenos Aires in Argentinien. Laut einer Schätzung von 2019 hat der Partido 11.494 Einwohner auf 2.545 km². Der Verwaltungssitz ist die Ortschaft General Pinto. Der Partido wurde 1864 von der Provinzregierung geschaffen und ist nach General Manuel Guillermo Pinto benannt, der bei der Verteidigung von Buenos Aires gegen die Engländer und im argentinischen Unabhängigkeitskrieg kämpfte. Er diente später als Gouverneur von Buenos Aires.
Der Partido wurde 1991 durch die Gründung des Partido Florentino Ameghino verkleinert.

## Orte
In General Pinto gibt es 5 Ortschaften und Städte, sogenannte Localidades.
- General Pinto (Verwaltungssitz)
- Germania
- Villa Francia
- Colonia San Ricardo
- Villa Roth

## Söhne und Töchter
- Néstor Prado (* 1937), Tangosänger